# エセックス (自動車)

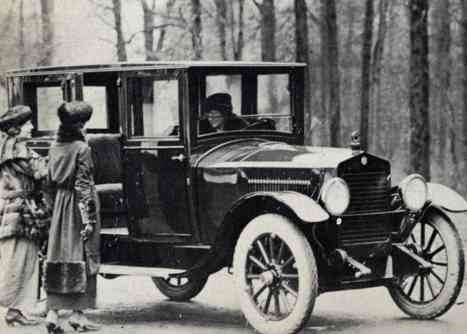
エセックス車は1919年の登場時からすぐに人気を得た。販売台数は113万台以上だったが1932年に終了。以降はテラプレーンに引き継がれた。

エセックス(Essex)は、自動車のブランド。1918年から1922年まではエセックス・モーター・カンパニーが生産し、1922年から1932年まではハドソン・モーター・カー・カンパニーが生産した。

## 会社設立
生産販売されていた当時のエセックス車は「小型で低価格の乗用車」と見られていた。自動車産業史でのエセックス車は、オープンツーリングカーからエンクローズド客室に変わるきっかけを作った乗用車として語られる。
当初、エセックス車はハドソンの子会社「エセックス・モーター・カンパニー(Essex Motor Company)」の製品だった。このエセックス社はスチュードベーカー社のデトロイト自動車工場をリースして自動車を生産した。1922年にエセックス・モーター・カンパニーは解散し、ハドソンの傘下ブランドとなった。

## エセックス乗用車
エセックス車は平均的な家庭が容易に購入できる価格となるよう企画・開発された。耐久性があり、それはAAAやUSPS（アメリカ合衆国郵便公社）が確認した。エセックスは1919年にオハイオ州シンシナティで50時間3,037.4マイルの耐久テストを平均時速60.75マイルで達成した。初期のエセックス車はヒルクライム記録を数多く獲得している。
当初はエセックスでもオープン4ドアでキャンバストップ（布製屋根）をつけた一連のツーリングカーラインを販売していた。ツーリングカーは当時もっとも人気のボディスタイルだった。一方、エセックスでは全閉囲型のセダンを1920年に追加、1922年のクローズドコーチは当時例のない1,495ドルという低価格で、それはツーリングカーより300ドル高いだけだった。1925年にはコーチはツーリングカーよりも低価格となった。ヘンリー・フォードは低価格乗用車の発明家とされるが、一方、全閉囲型乗用車の低価格を実現したのはエセックスであった。
エセックス車は1920年代にはよく売れたものの、1931年には販売が下落。1932年にはデザインを変更し、名称もエセックス＝テラプレーンとなった。エアロプレーン(aeroplane：飛行機)を捩った名称であった。1933年にはエセックスは終了し、以降はテラプレーンとして販売された。
現在の自動車では常識となっているインストルメントパネル上の警告灯を初めて採用したのもエセックスであった。1932年式に採用された。それ以前は原始的なゲージ式であった。

## エセックス量産モデル
- エセックス・コーチ

## ギャラリー

Essex Super Six Automobiles
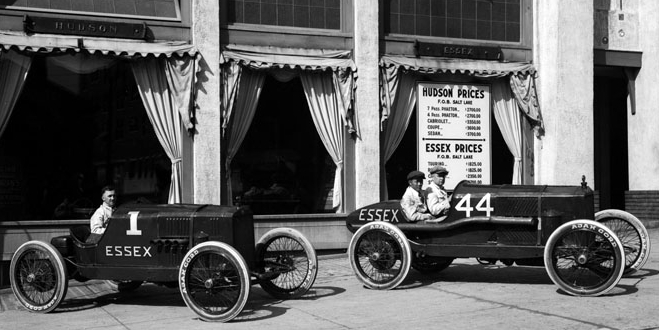
ソルトレイクシティで展示されたエセックスレースカー(1920年)Essex racecars on display in Salt Lake City, 1920
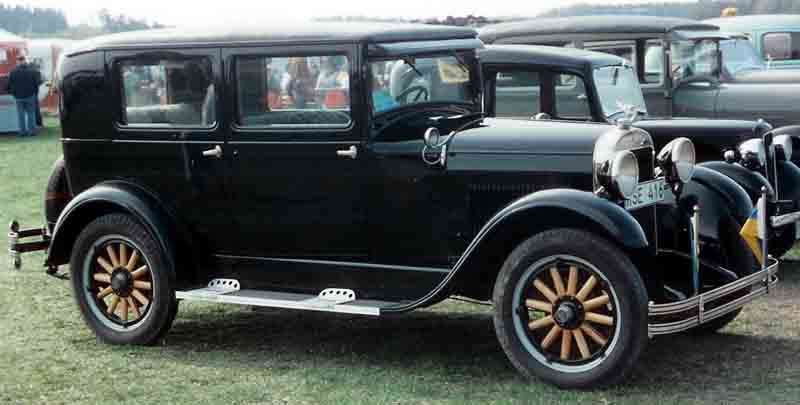
エセックス・スーパーシックス 4ドアセダン 1928年式Essex Super Six 4-Door Sedan 1928
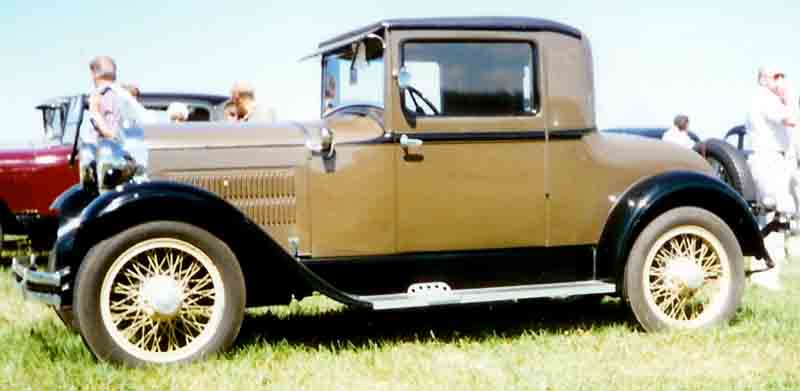
エセックス・スーパーシックスクーペ1929年式Essex Super Six Coupé 1929
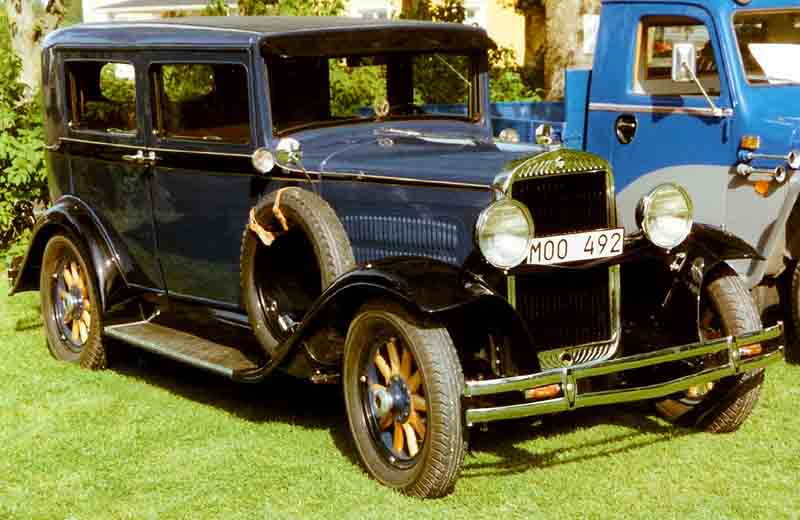
エセックス・スーパーシックス4ドアセダン1930年式Essex Super Six 4-Door Sedan 1930
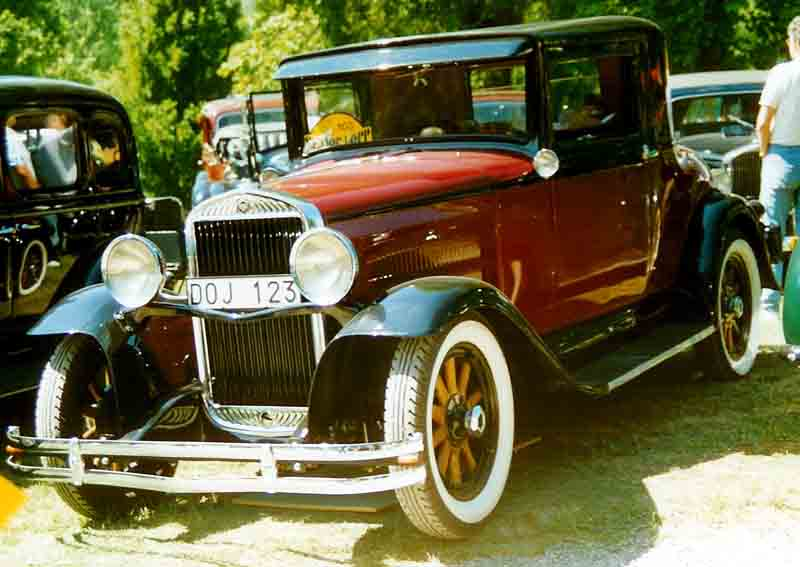
エセックス・スーパーシックスモデルEクーペ1931年式Essex Super Six Modell E Coupé 1931
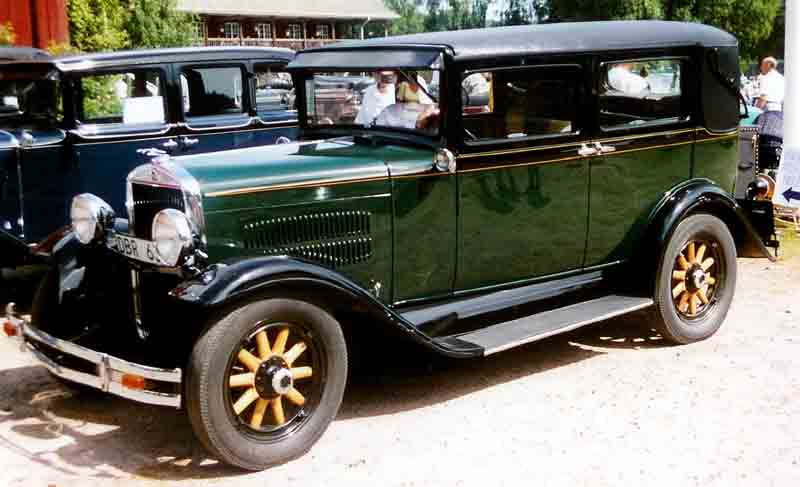
エセックス・スーパーシックスモデルE4ドアセダン1931年式Essex Super Six Modell E 4-Door Sedan 1931